# Блицкриг II: Освобождение
Блицкриг II: Освобождение (англ. Blitzkrieg 2: Liberation) — тематическое дополнение к компьютерной игре Блицкриг II, стратегия в реальном времени, разработанная российской компанией Nival и выпущенная компанией 1С 19 января 2007.
Игра посвящена боевым действиям на Западном фронте Второй мировой войны между силами союзников и немецкими войсками. Игроку предлагается две игровые кампании по одной за каждую из сторон (за союзников и Германию соответственно), разделённые на 4 главы. Всего — 16 миссий, охватывающих основные события Второй мировой от битвы за Италию до последнего германского блицкрига — наступления в Арденнах. Игра использует практически неизменённый графический движок основной части.
В продолжении воссоздана оригинальная боевая техника военных лет. В отличие от предыдущих частей она была дополнена новыми моделями: Sturmtiger, Marder II Sd.Kfz 131, M18 Hellcat и MkVII Tetrarch. Общее количество различных единиц техники насчитывает более 300, пехоты — около 60.
В игре присутствует мультиплеер. Введено два новых режима многопользовательской игры по локальной сети. Кроме этого присутствует дополнительный набор отдельных карт.

## Особенности игры
Игра содержит две фракции:
- Союзники
- Германия

Блицкриг II: Освобождение, так же как и Блицкриг II, содержит энциклопедию всех юнитов.

## Музыка
Музыка для игры была написана лидером московской группы Archontes Андреем Федоренко.